# Jacques Schuster
Jacques Schuster (* 1965 in West-Berlin) ist ein deutscher Journalist und Publizist. Er ist Chefredakteur der Welt am Sonntag.

## Leben und Wirken
Nach seinem 1983 bestandenen Abitur am Berliner Erich-Hoeppner-Gymnasium studierte Schuster Geschichte und Politikwissenschaften an der FU Berlin. In seiner Studienzeit war er Vorsitzender der jüdischen Studenten in Berlin. Von 1987 bis 1996 war er an der FU am Lehrstuhl für Zeitgeschichte und Internationale Beziehungen tätig, den Arnulf Baring innehatte. Schuster war von 1991 bis 1996 bei Baring als wissenschaftlicher Mitarbeiter. 1996 promovierte er in Berlin mit einer Arbeit über den Berliner Politiker Heinrich Albertz.
Von 1996 bis 1998 war er Redenschreiber des Regierenden Bürgermeisters von Berlin Eberhard Diepgen. Schon während seines Studiums schrieb er als freier Mitarbeiter für die Frankfurter Allgemeine Zeitung, den Berliner Tagesspiegel, die Süddeutsche Zeitung und die Wochenzeitung Die Woche, aber auch Glossen für das Deutschlandradio.
Seit 1998 ist Schuster Redakteur für die Zeitung Die Welt, leitete dort von 2000 bis 2007 das Ressort Außenpolitik, ging im Anschluss in das Meinungsressort und führte unter Herausgeberin Rachel Salamander zwei Jahre die Literarische Welt. Seit Mai 2014 ist Schuster Chefkommentator der Welt-Gruppe und Ressortleiter Politik. Im Mai 2024 löste er – zunächst als Mitglied der Chefredaktion – Dagmar Rosenfeld als Chefredakteurin der Welt am Sonntag ab. Seit Dezember 2024 ist er Chefredakteur der Zeitung.

## Werk
Rüdiger Sassnick schrieb über Schusters Biografie von Heinrich Albertz in der taz, der Autor wolle den vielschichtigen Menschen „voller Widersprüche“ zeigen und charakterisiere seine verschiedenen Seiten als Pastor, Preußen und Patrioten. Der Rezensent vermisst in Schusters Biografie jedoch den späten Albertz und seine humorvolle Seite. Für Hanna-Renate Laurien ist das Buch mehr als nur eine Biografie: Mit und gegen Albertz lebe Zeitgeschichte auf und werde „erlebtes Leben“. Bei Schuster könne der Preuße mit dem Patrioten, der Pastor mit dem Politiker durchaus in Konflikte geraten. Das Faszinierende an dieser Lebenszeichnung sei, wie Schuster die geistig-geistlichen Wurzeln erschließt: „Albertz hat sein Leben unter das Erste Gebot gestellt und missachte aus der Absolutheit solcher Bindung menschliche Rücksichten, gar parteipolitische Abhängigkeit.“ Die Schilderung, wie Albertz, Brandt, Bahr, Korber mit Abusch und den DDR-Gewaltigen zäh um jede Formalie beim Passierscheinabkommen ringen, sollte nach Laurien Lektüre nicht nur in gymnasialen Oberstufen sein, sondern gerade für ostdeutsche Leser. Laurien bewertet das Buch auch als ein politisches Lehrbuch: „Allmachtsallüren haben keinen Platz in einer Demokratie. Verachtung der Widersacher ist sinnlos, das Bemühen um ein mögliches Miteinander ist unerläßlich. Und das Gerangel in einer Partei, es mag kleinkariert, machtbestimmt oder auf Konzeptionen gründend sein, ist aufzunehmen. […] Illusionen über den politischen Alltag haben keinen Bestand.“

## Buch
- Heinrich Albertz – der Mann, der mehrere Leben lebte. Eine Biographie. Fest, Berlin 1997, ISBN 978-3-8286-0015-7.